# Манор-парк (станція)
51°33′09″ пн. ш. 0°02′47″ сх. д. / 51.5526° пн. ш. 0.0463° сх. д.

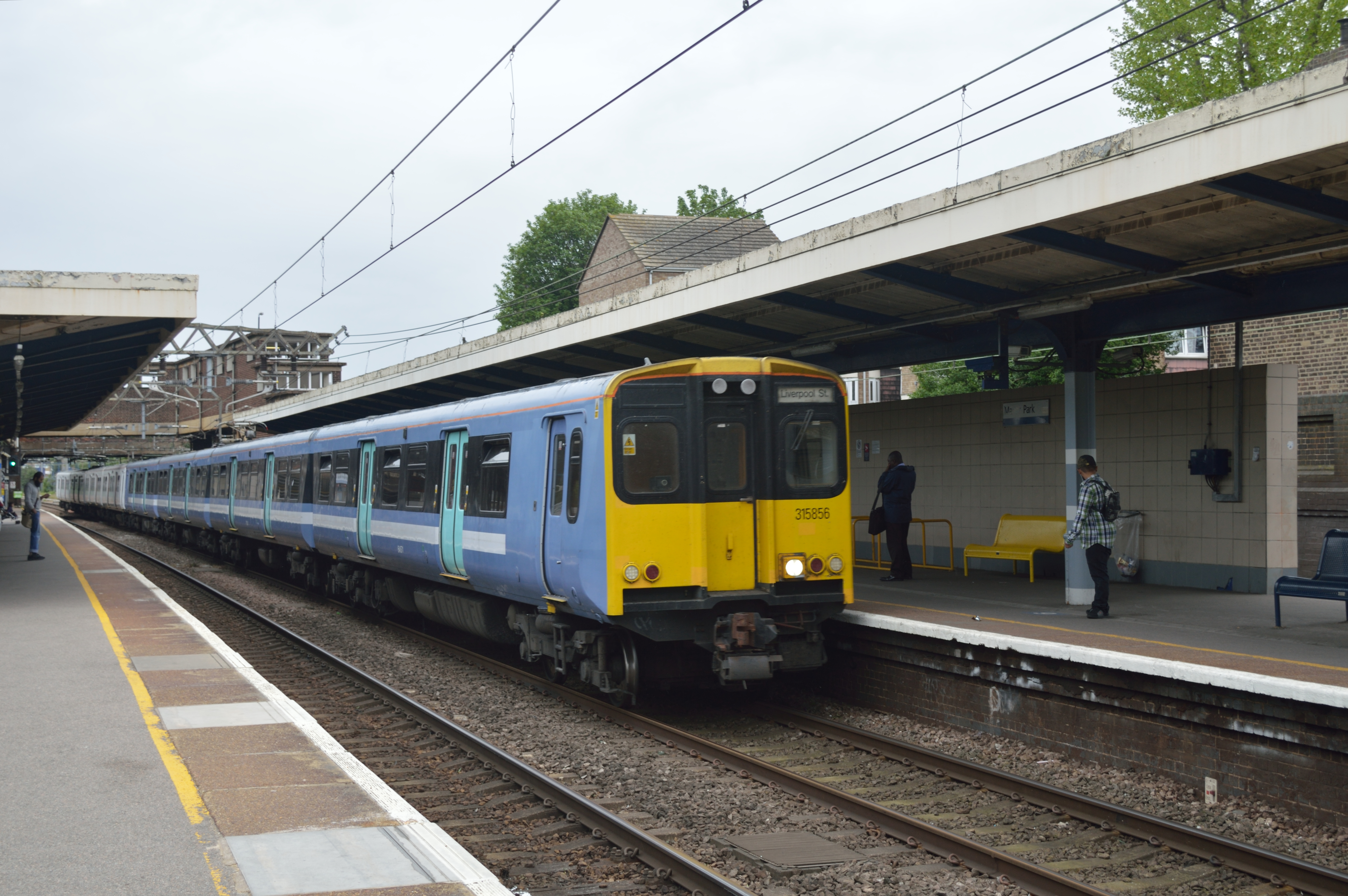
Платформи станції Манор-парк

Манор-парк — залізнична станція на залізниці Great Eastern Main Line обслуговує квартал Манор-парк, лондонське боро Ньюем, Східний Лондон. Розташована за 10.1 км від станції Ліверпуль-стріт. Тарифна зона — 3/4. Пасажирообіг за 2017 рік — 2.374 млн осіб
Станцію було відкрито в 1873 році на залізниці Great Eastern Railway. Станція на початок 2018 року є під орудою TfL Rail, з 2019 — Crossrail, зі станції потягами можна буде дістатися до станцій в центрі Лондона, а також до Редінга та аеропорту Лондон-Хітроу

## Пересадки
- На автобуси оператора London Buses №101, 104, 474 та W19
- На станцію Вудгранж-парк залізниці Gospel Oak to Barking line[6]